# Pera Attacheva
Pera Attacheva de son vrai nom Perl Moïsseevna Vogelman (en russe : Пе́рл Моисе́евна Фогельма́н) est une journaliste et cinéaste soviétique née en 1900 et morte le 24 septembre 1965 à Moscou. Elle était la femme de Sergueï Eisenstein (1898 - 1948), qu'elle a assisté sur le tournage du Pré de Béjine de 1935 à 1937. Ils se sont mariés le 27 octobre 1934. Avant son mariage, elle fut assistante réalisatrice sur Metall de Hans Richter. Dans les années 1960, elle contribua à la reconstitution du Pré de Béjine grâce aux pellicules qu'elle avait conservées.

## Filmographie
- 1933 : Metall (également scénariste)
- 1935-1937 : Le Pré de Béjine